# John Schuster
Nesetorio Jonny Schuster, detto John (Apia, 17 gennaio 1964), è un ex rugbista, internazionale di rugby a XIII e XV per Samoa e solo nel XV per la Nuova Zelanda; i suoi ruoli erano di ala e tre quarti centro.

## Biografia
Samoano di nascita e cresciuto ad Auckland, in Nuova Zelanda, entrò nella formazione provinciale nel 1983 e, dopo solo due anni, passò a Wellington.
Nazionale neozelandese a fine anni ottanta, scelse di diventare professionista nel rugby league firmando un contratto per il Newcastle Knight, club australiano del Nuovo Galles del Sud, e rappresentò in tale disciplina Samoa nella Coppa del Mondo 1995/>; successivamente fu in Inghilterra ad Halifax.
Nel 1997 tornò al rugby union e, grazie a un accordo tecnico-commerciale tra la provincia di Auckland e il club londinese del Blackheath, si trasferì in seconda divisione inglese e, l'anno successivo, fu in Premiership con l'Harlequins.
Nel 1999 fu di nuovo internazionale a XV ma con Samoa, che lo aveva convocato in ottica-Coppa del Mondo, progetto che tuttavia non si concretizzò a causa di alcuni infortuni e l'età (ormai 35 anni); a fine stagione giunse il ritiro definitivo.